# Liste des joueurs du C' Chartres Métropole handball
Joueurs professionnels notables
Statut des joueurs
La liste des joueurs du C' Chartres Métropole handball regroupe l'ensemble des joueurs de handball ayant effectué au moins un match officiel avec l'équipe première du club.

## Liste
- Haut – A
- B
- C
- D
- E
- F
- G
- H
- I
- J
- K
- L
- M
- N
- O
- P
- Q
- R
- S
- T
- U
- V
- W
- X
- Y
- Z

Mise à jour : 17 novembre 2017

### A
| Nom                | Nationalité | Poste   | Date de naissance | Période au club | Matchs (buts) | International | Note |
| ------------------ | ----------- | ------- | ----------------- | --------------- | ------------- | ------------- | ---- |
| Mario Anic         | Française   | Pivot   | 05.08.1991        | 2012-2013       |               | -             |      |
| Maxime Arvin-Berod | Française   | Ailier  | 19 août 1991      | 2014-2016       |               | -             |      |
| Sylvain Astruc     | Française   | Gardien | 15 mai 1978       | 2009-2015       |               | -             |      |

### B
| Nom                    | Nationalité  | Poste       | Date de naissance | Période au club | Matchs (buts) | International      | Note  |
| ---------------------- | ------------ | ----------- | ----------------- | --------------- | ------------- | ------------------ | ----- |
| Joris Baart            | Néerlandaise | Arrière     | 24 avril 1992     | 2017-           |               | Pays-Bas           |       |
| Miguel Baptista        | Portugaise   | Arrière     | 26 octobre 1995   | 2017-           |               | Portugal           |       |
| Edin Bašić             | Bosnienne    | Demi-centre | 4 mai 1979        | depuis 2017     |               | Bosnie-Herzégovine |       |
| Boris Becirovic        | Slovène      | Arrière     | 08/04/1987        | 2016-2017       |               | -                  |       |
| Jean-Christophe Bénard | Française    | Pivot       |                   | 20??-2012       |               | -                  |       |
| William Benezit        | Française    | Ailier      | 27 juillet 1997   | depuis 2015     |               |                    | [ 1 ] |
| Alexis Bertrand        | Canadienne   | Arrière     | 4 novembre 1982   | 2010-2011       |               | Canada             |       |
| Philippe Besson        | Française    |             |                   | 1984-1993       |               | -                  | [ 2 ] |
| Edwin Boitte           | Française    | Arrière     | 5 octobre 1993    | 2014-2015       |               | -                  | [ 1 ] |
| Yacinn Bouakaz         | Algérienne   | Arrière     | 18 mai 1980       | 2011-2014       |               | Algérie            |       |
| Ferly Boubala-Yembi    | Gabonaise    | Arrière     |                   | 2010-2012       |               | Gabon              |       |

### C
| Nom               | Nationalité | Poste       | Date de naissance | Période au club | Matchs (buts) | International   | Note  |
| ----------------- | ----------- | ----------- | ----------------- | --------------- | ------------- | --------------- | ----- |
| Ricardo Candeias  | Portugaise  | Gardien     | 29 mai 1980       | 2017-           |               | Portugal        |       |
| Thomas Capella    | Française   | Arrière     | 14/06/1990        | 2013-2016       |               | France junior   |       |
| Frédéric Capitain | Française   | Gardien     |                   | 20??-2012       |               | -               | [ 3 ] |
| Yannick Cham      | Française   | Ailier      | 3 septembre 1985  | 2016-           |               | -               |       |
| Can Çelebi        | Turque      | Arrière     | 27 avril 1990     | 2015-2016       |               | Turquie         |       |
| Maxime Cherblanc  | Française   | Pivot       | 3 avril 1983      | 2008-2016       |               | -               | [ 4 ] |
| Mathieu Cordier   | Française   | Ailier      |                   | années 2000     |               | -               |       |
| Davor Čutura      | Serbe       | Demi-centre | 29 novembre 1979  | 2015-2016       | 20 (31)       | Serbie (30 ; ?) |       |

### D
| Nom                | Nationalité | Poste       | Date de naissance | Période au club | Matchs (buts) | International  | Note |
| ------------------ | ----------- | ----------- | ----------------- | --------------- | ------------- | -------------- | ---- |
| Jordane Degeorges  | Française   | Gardien     |                   | 2011-2013       |               | -              |      |
| Grégoire Detrez    | Française   | Pivot       |                   | 2017-           |               | France 55 (48) |      |
| Sergio de la Salud | Espagnole   | Demi-centre | 1er avril 1985    | 2016-           |               | Espagne junior |      |

### F
| Nom             | Nationalité | Poste  | Date de naissance | Période au club | Matchs (buts) | International | Note |
| --------------- | ----------- | ------ | ----------------- | --------------- | ------------- | ------------- | ---- |
| Rémi Feutrier   | Française   | Ailier | 28 septembre 1989 | 2017-           |               | Japon         |      |
| Samuel Foucault | Française   | Ailier | 23 juillet 1992   | 2009-2016       |               | France jeunes |      |

### G
| Nom                | Nationalité | Poste   | Date de naissance | Période au club | Matchs (buts) | International      | Note  |
| ------------------ | ----------- | ------- | ----------------- | --------------- | ------------- | ------------------ | ----- |
| Martin Gaillard    | Française   | Ailier  | 14 septembre 1991 | 2015            |               | -                  |       |
| Bandjougou Gassama | Française   | Arrière | 30 août 1995      | 2013-2015       |               | -                  | [ 1 ] |
| Nebojša Grahovac   | Bosnienne   | Gardien | 11 février 1984   | depuis 2013     |               | Bosnie-Herzégovine |       |

### H
| Nom       | Nationalité | Poste | Date de naissance | Période au club | Matchs (buts) | International | Note |
| --------- | ----------- | ----- | ----------------- | --------------- | ------------- | ------------- | ---- |
| Lars Hald | Danoise     | Pivot | 28/10/1988        | 2016-2017       |               | -             |      |

### K
| Nom              | Nationalité | Poste       | Date de naissance | Période au club | Matchs (buts) | International | Note  |
| ---------------- | ----------- | ----------- | ----------------- | --------------- | ------------- | ------------- | ----- |
| Thibaut Karsenty | Française   | Demi-centre | 31 octobre 1981   | 2010-2015       |               | -             | [ 5 ] |
| Mourad Khabir    | Tunisienne  | Ailier      | 12.04.1974        | 2005-2012       |               | Tunisie       |       |
| Sylvain Kieffer  | Française   | Ailier      | 6 juillet 1983    | depuis 2014     |               | Algérie       |       |
| Marin Knez       | Croate      | Arrière     | 6 octobre 1983    | 2014-2015       |               | Croatie       |       |
| Sergueï Koudinov | Russe       | Arrière     | 29 juin 1991      | depuis 2014     |               | Russie        |       |

### L
| Nom             | Nationalité | Poste   | Date de naissance | Période au club | Matchs (buts) | International  | Note |
| --------------- | ----------- | ------- | ----------------- | --------------- | ------------- | -------------- | ---- |
| Yeray Lamariano | Espagnole   | Gardien | 11 mars 1983      | 2016-2017       |               | Espagne junior |      |

### M
| Nom              | Nationalité | Poste          | Date de naissance | Période au club | Matchs (buts) | International    | Note  |
| ---------------- | ----------- | -------------- | ----------------- | --------------- | ------------- | ---------------- | ----- |
| Fábio Magalhães  | Portugaise  | Arrière        | 12 mars 1988      | 2017-           |               | Portugal         |       |
| Saša Mitrović    | Serbe       | Arrière        | 24 mai 1973       | 2006-2014       |               | -                | [ 3 ] |
| Robin Molinié    | Française   | Arrière        | 15 septembre 1990 | depuis 2012     |               | France junior    |       |
| Sébastien Mongin | Française   | Demi-centre    | 18 avril 1978     | 2012-2015       |               | France (14 ; 13) |       |
| Alric Monnier    | Française   | Ailier/arrière | 3 janvier 1987    | depuis 2008     |               | -                |       |
| Bastien Monnier  | Française   | Ailier         |                   | 2013-2016       |               | -                |       |

### N
| Nom              | Nationalité | Poste     | Date de naissance | Période au club | Matchs (buts) | International | Note |
| ---------------- | ----------- | --------- | ----------------- | --------------- | ------------- | ------------- | ---- |
| Zacharia N'Diaye | Française   | Défenseur | 2 juin 1984       | depuis 2015     |               | -             |      |
| Rudy Nivore      | Française   | Pivot     | 5 mai 1989        | 2013-2015       |               | France junior |      |

### O
| Nom                | Nationalité | Poste       | Date de naissance | Période au club | Matchs (buts) | International    | Note |
| ------------------ | ----------- | ----------- | ----------------- | --------------- | ------------- | ---------------- | ---- |
| Borut Oslak        | Slovène     | Demi-centre | 27 février 1984   | 2013-2016       |               | Slovénie         |      |
| Sébastien Ostertag | Française   | Ailier      | 16 mars 1979      | 2012-2015       |               | France (29 ; 75) |      |

### P
| Nom                | Nationalité | Poste       | Date de naissance | Période au club | Matchs (buts) | International | Note  |
| ------------------ | ----------- | ----------- | ----------------- | --------------- | ------------- | ------------- | ----- |
| Émeric Paillasson  | Française   | Arrière     | 13 juin 1982      | 2011-2016       |               | -             |       |
| Josip Pazin        | Croate      | Arrière     | 01.10.1985        | 2012-2014       |               | Croatie       |       |
| Alexandre Pichkine | Russe       | Pivot       | 13 avril 1987     | 2015-2016       |               | Russie        |       |
| Yohann Ploquin     | Française   | Gardien     | 31 mai 1978       | 2015-2016       |               | France        |       |
| Raoul Prandi       | Française   | Demi-centre | 16 août 1969      | 2003-2009       |               | France        |       |
| Louis Prévost      | Française   | Gardien     | 2 janvier 1994    | 2012-2016       |               | -             | [ 1 ] |

### R
| Nom                  | Nationalité | Poste  | Date de naissance | Période au club | Matchs (buts) | International  | Note |
| -------------------- | ----------- | ------ | ----------------- | --------------- | ------------- | -------------- | ---- |
| Eduardo Reig-Guillen | Espagnole   | Ailier | 24/11/1988        | 2016-2017       |               | Espagne jeunes |      |
| Louis Roche          | Française   | Pivot  | 20 novembre 1991  | depuis 2015     |               | -              |      |

### S
| Nom                   | Nationalité | Poste   | Date de naissance | Période au club | Matchs (buts) | International | Note  |
| --------------------- | ----------- | ------- | ----------------- | --------------- | ------------- | ------------- | ----- |
| Rodrigo Salinas Muñoz | Chilienne   | Arrière | 25 février 1989   | 2016-2017       |               | Chili         |       |
| Ghennadii Solomon     | Moldave     | Pivot   | 13 janvier 1978   | 2007-2014       |               | Moldavie      | [ 3 ] |

### T
| Nom            | Nationalité | Poste   | Date de naissance | Période au club | Matchs (buts) | International | Note  |
| -------------- | ----------- | ------- | ----------------- | --------------- | ------------- | ------------- | ----- |
| Karip Torun    | Française   | Arrière |                   | 2007-2013       |               |               |       |
| Gaël Tribillon | Française   | Ailier  | 2 mars 1998       | 2015-2017       |               | France U19    | [ 1 ] |

### V
| Nom             | Nationalité | Poste       | Date de naissance | Période au club | Matchs (buts) | International | Note  |
| --------------- | ----------- | ----------- | ----------------- | --------------- | ------------- | ------------- | ----- |
| Yannick Verdier | Française   | Ailier      | 07/01/1986        | 2010-2012       |               | -             |       |
| Romain Vimard   | Française   | Demi-centre |                   |                 |               | -             | ,     |
| Alexandre Vu    | Française   | Arrière     |                   | 2011-2012       |               | -             | [ 1 ] |

### Y
| Nom        | Nationalité | Poste   | Date de naissance | Période au club | Matchs (buts) | International | Note |
| ---------- | ----------- | ------- | ----------------- | --------------- | ------------- | ------------- | ---- |
| Reda Yesli | Française   | Arrière |                   | 2008-2012       |               |               |      |